# Niphoparmena unicolor
Niphoparmena unicolor là một loài bọ cánh cứng trong họ Cerambycidae.